# LTE International Airways
LTE International Airways – hiszpańska czarterowa linia lotnicza z siedzibą w Palma de Mallorca. Głównym węzłem był port lotniczy Palma de Mallorca.
15 października 2008 linia oficjalnie i ostatecznie zakończyła swoją działalność. Kilkanaście dni wcześniej na stronie internetowe pojawiły się informacje o spodziewanym wznowieniu normalnej działalności operacyjnej, ale nie stały się one nigdy faktem.

## Kierunki
LTE obsługiwało następujące kierunki (lato 2008 roku):
- Arabia Saudyjska:
  - Rijad (Port lotniczy Rijad)
- Francja:
  - Tuluza (Port lotniczy Tuluza-Blagnac)
- Hiszpania:
  - Alicante (Port lotniczy Alicante)
  - Barcelona (Port lotniczy Barcelona, hub zapasowy)
  - Lanzarote (Port lotniczy Arrecife, hub zapasowy)
  - Las Palmas (Port lotniczy Gran Canaria, hub zapasowy)
  - Malaga (Port lotniczy Malaga)
  - Palma de Mallorca (Port lotniczy Palma de Mallorca, hub główny)
  - Teneryfa (Port lotniczy Aeropuerto de Tenerife Sur, hub zapasowy)
- Maroko:
  - Agadir (Port lotniczy Agadir-Al Massira)
- Niemcy:
  - Düsseldorf (Port lotniczy Düsseldorf)
  - Frankfurt (Port lotniczy Frankfurt)
  - Hamburg (Port lotniczy Hamburg)
- Polska:
  - Warszawa (Port lotniczy Warszawa-Okęcie)
- Portugalia:
  - Faro (Port lotniczy Faro)
- Republika Zielonego Przylądka:
  - Boa Vista (Port lotniczy Rabil)
  - Sal (Port lotniczy Amílcar Cabral)
  - Santiago (Port lotniczy Praia)
- Wielka Brytania:
  - Norwich (Port lotniczy Norwich)
  - Glasgow (Port lotniczy Glasgow-Prestwick)

## Flota
Do obsługi wszystkich swoich linii, LTE używało trzech maszyn Airbus A320-200. 7 października 2008 roku przeciętny wiek floty LTE wynosił 14,3 roku.